# Élcio Álvares
Élcio Álvares (Ubá, 28 de septiembre de 1932-Vitória, 9 de diciembre de 2016) fue un político brasileño.
Durante su carrera política ocupó diferentes cargos políticos entre los que se encuentran diputado federal por el estado de Espírito Santo entre 1970 y 1975, gobernador por el estado de Espírito Santo entre 1975 y 1979, senador entre 1991 y 1999, ministro de Industria y Comercio en 1994 con el gobierno de Itamar Franco y ministro de Defensa entre 1999 y 2000 con el gobierno de Fernando Henrique Cardoso.